# Itch.io
itch.io — це вебсайт, призначений для розміщення, продажу та завантаження інді-відеоігор. Випущений в березні 2013 року компанією Leaf Corcoran, сайт вже містить понад 500 000 ігор та предметів (ігрових ассетів, електронних книг, музики).
Itch.io також дозволяє користувачам проводити ігрові джеми, події, на яких учасники мають обмежений час (зазвичай 1–3 дні) для створення гри. Game Off та Game Maker Toolkit Game Jam розміщені на Itch.io.
Через велику свободу, яку ігрові розробники мають на itch.io, вона вважається гарним способом для нових розробників ігор попрактикуватися в створенні ігор та почати заробляти гроші на своїх іграх.
Ігрові джеми Itch.io також розглядаються як спосіб для нових розробників ігор отримати рекламу та покращити свої навички розробки ігор.

## Історія
3 березня 2013 року Ліф Коркоран опублікував запис в блозі на сайт leafo.net, де було детально описано ідею вебсайту, з якою він збирається працювати і про використання на ньому моделі «плати скільки хочеш». У інтерв'ю для Rock, Paper, Shotgun Коркоран розповів, що спочатку ідея була створити не магазин, а місце, «де можна було б створити домашню сторінку для гри». Його назва походить від запасного домену, який Коркоран придбав за кілька років до цього.
Станом на червень 2015 року сайт мав понад 15 000 ігор та програм.
У грудні 2015 року сервіс оголосив про випуск настільної програми для встановлення ігор та іншого контенту, а також для автоматичного оновлення існуючих ігор та контенту. Додаток був випущений з одночасною підтримкою Windows, MacOS і Linux . Сьогодні додаток Itch рекомендується як «найкращий спосіб грати в ігри на itch.io».
До лютого 2017 року itch.io мав п'ять мільйонів завантажень.
На підтримку протестів Джорджа Флойда, Itch.io організував Bundle for Racial Justice and Equality у червні 2020 року.
Спочатку він був запущений з понад 700 іграми, але збільшився до понад 1500, оскільки додаткові розробники запропонували внести свій внесок. За 11 днів пакет зібрав 8,1 мільйона доларів для Фонду правового захисту та освіти NAACP і Фонду застави громади.
У квітні 2021 року Itch.io став доступним у вигляді програми в Epic Games Store.
У червні 2021 року Itch.io запустив пакет допомоги палестинцям, усі виручені кошти будуть передані Агентству ООН з допомоги та робіт для надання допомоги цивільному населенню в секторі Газа після ізраїльсько-палестинської кризи 2021 року. Він включав 1272 предмети і зібрав понад 899 000 доларів США.
У березні 2022 року Itch.io у партнерстві з Necrosoft Games разом із сотнями інших розробників запустили The Bundle for Ukraine, гроші з цього пакету будуть передані Міжнародному медичному корпусу та «Голосу дітей» для надання помічників цивільним громадянам України, які були постраждав від російського вторгнення. Пакет включав 991 роботу і зібрав понад 400 000 доларів США за 24 години.

## Дохід
Розробники можуть стягувати гроші за ігри, які вони випускають на платформу. В травні 2015 року itch.io виплатив розробникам US$51,489 . За замовчуванням, сайт бере 10 % доходу від кожної покупки, але розробник може вибрати, скільки грошей сайт отримає за кожну покупку. Розробник може встановити найнижчу ціну для гри (включаючи безкоштовну), а користувачі можуть заплатити вище мінімальної суми, якщо їм подобається гра, яку вони купують.